# Auckland Zoo
De Auckland Zoo is een dierentuin van 20 hectare in de Nieuw-Zeelandse stad Auckland. Het ligt naast het Western Springs Park, in de buurt van het belangrijkste zakencentrum. De zoo wordt momenteel beheerd door de gemeente in samenwerking met de "Auckland Zoological Society".
De dierentuin werd geopend in 1922, maar werd vrijwel direct geteisterd door moeilijkheden, met name op het gebied van de gezondheid van de dieren. In de jaren dertig had de dierentuin een aanzienlijke dierencollectie. Tijdens de Tweede Wereldoorlog bleef de dierentuin open. De Chimpansees verzorgden in de jaren vijftig theekransjes. Hiermee werd in 1964 gestopt. In de jaren zeventig en tachtig werd de dierentuin uitgebreid in het Western Springs Park. Tevens werden veel oude dierenverblijven afgebroken om ruimte te maken voor een nieuwe ruimere opzet.

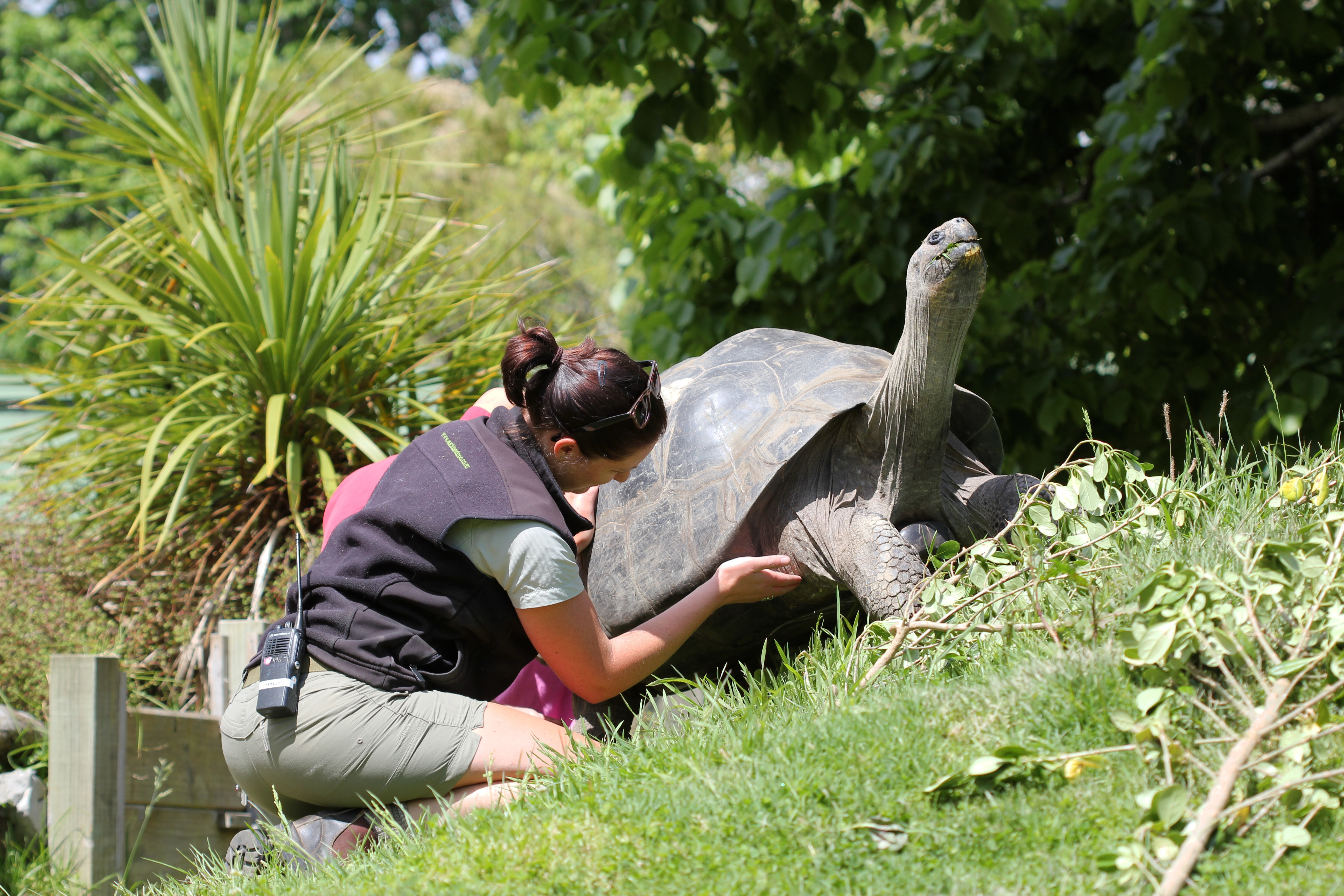
Oppasser met Galapagosreuzenschildpad

Tegenwoordig heeft de dierentuin circa 1300 dieren van ongeveer 179 soorten. Er zijn onder andere: Aziatische olifanten, wallaby's, Sumatraanse tijgers en de zeldzame Aziatische goudkat.
De dierentuin speelt een belangrijke rol bij het in stand houden van bepaalde diersoorten, met name inheemse soorten. Eind 2011 is de opening van een nieuw gedeelte met de naam Te Wao Nui gepland, waarin uitsluitend Nieuw-Zeelandse planten en dieren te zien zullen zijn.